# Medicina u 1983.
◄◄ | ◄ | 1980. | 1981. | 1982. | 1983.  | 1984. | 1985. | 1986. | ► | ►►
Arhitektura • Astronautika • Astronomija • Biologija • Film • Fotografija • Glazba • Kazalište • Kemija • Kiparstvo • Knjige • Književnost • Kršćanstvo • Meteorologija • Medicina • Planinarstvo • Politika • Pravo • Promet • Slikarstvo • Strip • Šport • Televizija • Znanost • Zrakoplovstvo • Željeznički promet
Medicina u 1983.

## Svijet

### Nagrade i priznanja
- Nobelova nagrada za fiziologiju ili medicinu:

## Hrvatska i u Hrvata

### Osnivanja
- Akademija medicinskih znanosti Hrvatske postala samostalna udruga odvajanjem od Hrvatskoga liječničkog zbora.

## Vanjske poveznice
|  | Zajednički poslužitelj ima još gradiva o temi Medicina u 1983. |